# Dischidesia cinerea
Dischidesia cinerea är en fjärilsart som beskrevs av Butler 1889. Dischidesia cinerea ingår i släktet Dischidesia och familjen mätare. Inga underarter finns listade i Catalogue of Life.